# جنگ جهانی زد (بازی ویدئویی ۲۰۱۹)

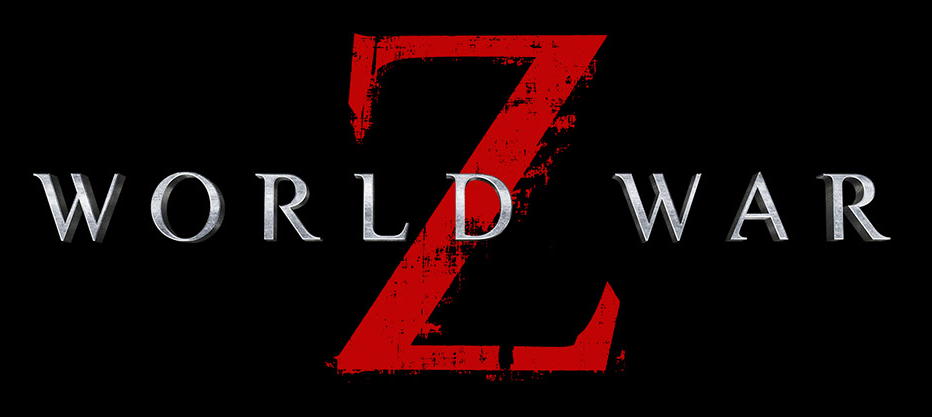
اخرزمان

جنگ جهانی زد (به انگلیسی: World War Z) یک بازی ویدئویی به سبک تیراندازی سوم شخص است که توسط سیبر اینتراکتیو توسعه یافته و به‌وسیلهٔ فوکوس هوم اینتراکتیو در ۱۶ آوریل ۲۰۱۹، برای مایکروسافت ویندوز، پلی‌استیشن ۴ و اکس‌باکس وان منتشر شده‌است. این بازی بر مبنای رمان پرفروش «جنگ جهانی زد: تاریخ شفاهی جنگ زامبی» نوشته مکس بروکس و در جهان فیلم سینمایی جنگ جهانی زد (۲۰۱۳) روایت می‌شود. در این بازی عده‌ای تلاش می‌کنند تا در شهرهای مسکو، اورشلیم، نیویورک و توکیو از نبرد با زامبی‌ها نجات پیدا کنند.